# Бен Фоден
Бен Фоден (енгл. Ben Foden; 22. јул 1985) професионални је енглески рагбиста и репрезентативац, који тренутно игра за премијерлигаша Нортхемптон Сеинтсе. Висок је 183 цм, тежак је 93 кг и студирао је на универзитету у Манчестеру. У професионалној каријери пре Сеинтса играо је 4 године за Сејл шарксе (54 утакмице, 50 поена). За Нортхемптон је до сада одиграо 163 утакмица и постигао 220 поена. Са шарксима је освојио челинџ куп 2005. Са Нортхемптоном је освојио челинџ куп и титулу првака Енглеске 2010. Прошао је млађе селекције Енглеске, а за сениорску је дебитовао 7. фебруара 2009. против Италије. За "црвене руже" је одиграо до сада 34 утакмица и постигао 35 поена. Постигао је 2 есеја на светском првенству 2011. Освојио је куп шест нација 2011.